# Maibiers Parmäne
Maibiers Parmäne es el nombre de una variedad cultivar de manzano (Malus domestica). 
Una variedad de manzana cultivada, que pertenece al grupo de manzanas alemanas antiguas de la herencia antes de 1860. Tiene su origen con los primeros registros conocidos del cultivo del 'Maibiers Parmäne', que se encontró en un jardín privado en Moritzburg, cerca de Dresde. Esta variedad fue la elegida por el grupo estatal de Sajonia de la asociación de pomólogos de Alemania, como la variedad de huerto del año 2018 en el estado federado de Sajonia.

## Sinonimia
- "El Parmane de Maibier".

## Historia
'Maibiers Parmäne' es una variedad regional de manzana alemana antigua de la herencia, que se originó como una plántula al azar, y se encontró antes de 1860 en un jardín privado en Moritzburg, cerca de Dresde, en el estado federado de Sajonia (Alemania. Un cuñado del propietario del jardín, el jardinero de Dresde Maibier, reconoció el valor de la manzana, la dio a conocer primero y aseguró su distribución. Los primeros registros conocidos del cultivo del 'Maibiers Parmäne' se refieren como:El Parmane de Maibier).
La variedad de manzana 'Maibiers Parmäne' fue descrita por primera vez en 1861 por el pomólogo sajón Gustav von Flotow. Las descripciones adicionales de los pomólogos Wilhelm Lauche y Friedrich Engelbrecht aumentaron el nivel de conocimiento del Parmane. Sin embargo, el cultivo permaneció limitado a Sajonia, especialmente al área de Dresde.
En el siglo XX, el cultivo permaneció principalmente limitado a Sajonia, donde 'Maibiers Parmane' antes y durante la Segunda Guerra Mundial era recomendada como una variedad robusta y de alto rendimiento para el cultivo. En el área alrededor de Dresde todavía actualmente se pueden encontrar árboles de esta variedad en viejos huertos.
Esta variedad fue la elegida por el grupo estatal de Sajonia de la asociación de pomólogos de Alemania, como la «"Obstsorte des Jahres 2018, Sachsen"» (variedad de huerto del año 2018) en el estado federado de Sajonia. A raíz de este galardón, los pomólogos en cooperación con los viveros de árboles regionales, comenzaron a propagar la variedad a partir de vástagos de los árboles viejos y a difundirla nuevamente.

## Características
'Maibiers Parmäne' es una variedad que se considera robusta y poco exigente. Se puede encontrar desde las tierras bajas hasta el centro de la región montañosa, aunque necesita suficiente humedad, y no se imponen demandas especiales al suelo. El crecimiento es inicialmente fuerte, luego decreciente. Se recomienda adelgazar ocasionalmente las cosechas. Los árboles forman amplias copas esféricas y también sirven para pastizales. Tiene un tiempo de floración que comienza a partir del 6 de mayo con el 10% de floración, para el 11 de mayo tiene una floración completa (80%), y para el 18 de mayo tiene un 90% caída de pétalos.
'Maibiers Parmäne' tiene una talla de fruto de mediano a grande; forma del fruto variable, en su mayoría esférica a ligeramente cónica, y con corona débil a media; epidermis cuya piel es fina, lisa, flexible, con un color de fondo amarillo pálido, más intenso en el lado soleado, ligeramente enrojecido, apenas rayado, el enrojecimiento todavía más interrumpido por las típicas manchas más claras y alargadas, y lenticelas finas, marrones, dispersas, con un matiz rojizo cuando está rojo, ruginoso-"russeting" (pardeamiento áspero superficial que presentan algunas variedades) débil; cáliz con ojo de tamaño medio, y  casi cerrado, colocado en una cuenca profunda y ancha rodeada de finos pliegues que aparecen como cinco elevaciones planas sobre el fruto; pedúnculo de longitud corto apenas sobresaliente y medianamente robusto, colocado en una cavidad profunda y estrecha que está rodeada por una mancha de ruginoso-"russeting" radiante; pulpa es blanco amarillento, textura de grano fino, inicialmente firmes, luego sueltas y jugosas, con un sabor aromático agridulce.
Las manzanas se consideran una variedad de invierno. Su tiempo de recogida de cosecha se inicia desde mediados de octubre, y madura sobre diciembre, lo que clasifica a la variedad como una manzana de invierno. La variedad se adapta muy bien como manzana de mosto. En frío la fruta permanece en óptimas condiciones durante cuatro meses y se puede conservar hasta cinco meses.

## Usos
- Para consumirlo en fresco como manzana de mesa de invierno.
- En uso en cocina, y como rodajas de manzana seca.
- Para la elaboración de sidra del grupo "agridulce".[8][6][5]